# Christine Nunn
Christine Nunn (* 4. April 1991 in Canberra) ist eine ehemalige australische Squashspielerin.

## Karriere
Christine Nunn begann 2011 ihre Karriere und gewann zehn Titel auf der PSA World Tour. Ihre höchste Platzierung in der Weltrangliste erreichte sie im Juli 2016 mit Rang 36. Mit der australischen Nationalmannschaft nahm sie 2014, 2016 und 2018 an der Weltmeisterschaft teil. 2018 wurde sie nach einem Finalsieg über Tamika Saxby australische Meisterin. Im Jahr darauf wurde sie im Doppel mit Donna Lobban Weltmeisterin sowie im Mixed mit Ethan Eyles Vizeweltmeisterin. Ihr letztes Turnier auf der World Tour bestritt sie im Mai 2021.

## Erfolge
- Weltmeisterin im Doppel: 2019 (mit Donna Lobban)
- Vizeweltmeisterin im Mixed: 2019 (mit Ethan Eyles)
- Gewonnene PSA-Titel: 10
- Australische Meisterin: 2018